# Hendrik Quirinus Janssen
Hendrik Quirinus Janssen (Sint Anna ter Muiden, 9 november 1812 - Goes, 12 mei 1881) was een Nederlands predikant en kerkhistoricus.

## Levensloop
Janssen werd predikant en schoolinspecteur in Sint-Anna-ter-Muiden (1855) en districtsschoolinspecteur in Goes (1880).
Als taalkundige sprak hij in 1862 op het Zevende Nederlandsch Congres met als onderwerp: De belangrijkheid van het West-Vlaamsch voor de Nederlandsche taal.

## Publicaties
- Verschil in taaleigen tusschen Zeeuwsch-Vlaanderen en West-Vlaanderen, nevens overeenkomst van het Zuid-Bevelandsche met het Westvlaamsche, 1852.
- De kerkhervorming te Brugge, 2 vol., 1856.
- De kerkhervorming in Vlaanderen, 1857.
- L'hérésiarque Tanchelm ou Tanchelin, in: Annales de l'Académie d'archéologie de Belgique, 1867.
- Petrus Dathenus, 1873.